# Yūki Matsubara
Yūki Matsubara (japanisch 松原 優吉 Matsubara Yūki; * 5. September 1988 in der Präfektur Wakayama) ist ein japanischer Fußballspieler.

## Karriere
Matsubara erlernte das Fußballspielen in der Schulmannschaft der Kinki University Wakayama High School und der Universitätsmannschaft der Kinki-Universität. Seinen ersten Vertrag unterschrieb er 2011 bei Kataller Toyama. Der Verein aus Toyama, einer Stadt in der gleichnamigen Präfektur Toyama, spielte in der zweiten japanischen Liga, der J2 League. Für den Verein absolvierte er acht Ligaspiele. 2013 wechselte er nach Nagano zum Drittligisten AC Nagano Parceiro. 2020 kehrte er zu seinem ehemaligen Verein Kataller Toyama zurück. 2021 ging er in die vierte Liga. Hier unterschrieb er in Okazaki einen Vertrag beim FC Maruyasu Okazaki. Für Okazaki absolvierte er 25 Viertligaspiele. Im Januar 2022 verpflichtete ihn der Regionalligist Toyama Shinjo Club.